# Andrew Mango
Andrew Mango (ur. 14 czerwca 1926 w Stambule, zm. 6 lipca 2014 w Londynie) – brytyjski pisarz i historyk.

## Biogram
Pochodził z rodziny pochodzenia rosyjskiego. Jego bratem jest wybitny znawca dziejów Bizancjum Cyril Mango. 
W 1940 uzyskał pracę w Ambasadzie Brytyjskiej w Ankarze. W 1947 wyjechał do Wielkiej Brytanii. Absolwent University of London (doktorat w zakresie literatury perskiej). Zdobył uznanie jako autor książek o Turcji.  

## Wybrane publikacje
- Turkey, (1968).
- Discovering Turkey, (1971).
- Turkey: The Challenge of a New Role, (1994).
- Atatürk: The Biography of the Founder of Modern Turkey, (1999).
- The Turks Today, (2004).
- Turkey and the War on Terrorism, (2005).
- From the Sultan to Atatürk - Turkey, (2009)